# Halowe Mistrzostwa Świata w Lekkoatletyce 2016 – bieg na 800 m mężczyzn
Bieg na 800 metrów mężczyzn – jedna z konkurencji biegowych rozgrywanych podczas halowych lekkoatletycznych mistrzostw świata w Oregon Convention Center w Portlandzie.
Tytułu mistrzowskiego z 2014 roku nie obronił Etiopczyk Mohammed Aman.

## Minimum kwalifikacyjne
Aby zakwalifikować się do mistrzostw, należało wypełnić minimum kwalifikacyjne wynoszące 1:46,50 (hala) lub 1:44,00 na otwartym stadionie (uzyskane w okresie od 1 stycznia 2015 do 7 marca 2016).

## Terminarz
| Data     | Godzina |            |
| -------- | ------- | ---------- |
| 18 marca | 13:55   | Eliminacje |
| 19 marca | 18:35   | Finał      |

## Rekordy
W poniższej tabeli przedstawiono (według stanu przed rozpoczęciem mistrzostw) halowe rekordy świata, poszczególnych kontynentów oraz halowych mistrzostw świata.
|                                   | Zawodnik           | Wynik   | Miejsce       | Data                  |
| --------------------------------- | ------------------ | ------- | ------------- | --------------------- |
| Halowy rekord świata              | Wilson Kipketer    | 1:42,67 | Paryż         | 9 marca 1997(dts)     |
| Rekord halowych mistrzostw świata | Wilson Kipketer    | 1:42,67 | Paryż         | 9 marca 1997(dts)     |
| Halowy rekord Afryki              | Mohammed Aman      | 1:44,92 | Birmingham    | 15 lutego 2014(dts)   |
| Halowy rekord Ameryki Południowej | José Luíz Barbosa  | 1:45,43 | Pireus        | 9 marca 1989(dts)     |
| Halowy rekord Ameryki Północnej   | Johnny Gray        | 1:45,00 | Sindelfingen  | 8 marca 1992(dts)     |
| Halowy rekord Australii i Oceanii | Ryan Foster        | 1:47,48 | State College | 30 stycznia 2010(dts) |
| Halowy rekord Azji                | Youssef Saad Kamel | 1:45,26 | Walencja      | 9 marca 2008(dts)     |
| Halowy rekord Europy              | Wilson Kipketer    | 1:42,67 | Paryż         | 9 marca 1997(dts)     |

## Listy światowe
Tabela przedstawia 10 najlepszych wyników uzyskanych w sezonie halowym 2016 przed rozpoczęciem mistrzostw.
| Lp. | Zawodnik                 | Wynik   | Data        | Miejsce         |
| --- | ------------------------ | ------- | ----------- | --------------- |
| 1.  | Adam Kszczot             | 1:45,63 | 17 lutego   | Sztokholm       |
| 2.  | Donovan Brazier          | 1:45,93 | 16 stycznia | College Station |
| 2.  | Musaeb Abdulrahman Balla | 1:45,93 | 17 lutego   | Sztokholm       |
| 4.  | Boris Berian             | 1:46,00 | 29 stycznia | Portland        |
| 5.  | Andrés Arroyo            | 1:46,20 | 27 lutego   | Fayetteville    |
| 6.  | Thijmen Kupers           | 1:46,21 | 29 lutego   | Apeldoorn       |
| 7.  | Pierre-Ambroise Bosse    | 1:46,25 | 6 lutego    | Karlsruhe       |
| 8.  | Kevin López              | 1:46,26 | 19 lutego   | Sabadell        |
| 9.  | Héctor Hernández         | 1:46,32 | 27 lutego   | Fayetteville    |
| 10. | Mostafa Smaili           | 1:46,38 | 13 lutego   | Gandawa         |

## Wyniki
| CR – rekord mistrzostw \| NR – rekord kraju \| AR – rekord kontynentu \| SB – najlepszy wynik w sezonie \| PB – rekord życiowy |

### Eliminacje
Awans: Najlepszy z każdego biegu (Q) oraz trzech z najlepszymi czasami wśród przegranych (q).
Źródło: IAAF
| Pozycja | Bieg | Tor | Zawodnik                 | Reprezentacja     | Czas    | Uwagi |
| ------- | ---- | --- | ------------------------ | ----------------- | ------- | ----- |
| 1.      | 3    | 6   | Musaeb Abdulrahman Balla | Katar             | 1:47,61 | Q     |
| 2.      | 3    | 3   | Mohammed Aman            | Etiopia           | 1:48,02 | q     |
| 3.      | 2    | 2   | Antoine Gakeme           | Burundi           | 1:48,09 | Q     |
| 4.      | 3    | 5   | Erik Sowinski            | Stany Zjednoczone | 1:48,11 | q     |
| 5.      | 2    | 5   | Boris Berian             | Stany Zjednoczone | 1:48,55 | q     |
| 6.      | 2    | 6   | Jeremiah Kipkorir Mutai  | Kenia             | 1:48,70 |       |
| 7.      | 2    | 3   | Andreas Kramer           | Szwecja           | 1:49,46 |       |
| 8.      | 2    | 4   | Daniel Andújar           | Hiszpania         | 1:49,49 |       |
| 9.      | 3    | 4   | Theofanis Michaelas      | Cypr              | 1:51,36 |       |
| 10.     | 1    | 6   | Mostafa Smaili           | Maroko            | 1:52,16 | Q     |
| 11.     | 3    | 2   | Brice Etes               | Monako            | 1:52,23 | SB    |
| 12.     | 1    | 3   | Edward Kibet Kemboi      | Kenia             | 1:52,39 |       |
| 13.     | 1    | 5   | Álvaro de Arriba         | Hiszpania         | 1:52,60 |       |
| 14.     | 1    | 4   | Pol Moya                 | Andora            | 1:54,19 |       |
| 15.     | 1    | 2   | Wais Ibrahim Khairandesh | Afganistan        | 1:57,36 | NR    |

### Finał
Źródło: IAAF
| Pozycja | Tor | Zawodnik                 | Reprezentacja     | Czas    | Uwagi |
| ------- | --- | ------------------------ | ----------------- | ------- | ----- |
| 01 !    | 5   | Boris Berian             | Stany Zjednoczone | 1:45,83 | SB    |
| 02 !    | 1   | Antoine Gakeme           | Burundi           | 1:46,65 | SB    |
| 03 !    | 3   | Erik Sowinski            | Stany Zjednoczone | 1:47,22 |       |
| 4.      | 2   | Mohammed Aman            | Etiopia           | 1:47,97 |       |
| 5.      | 6   | Musaeb Abdulrahman Balla | Katar             | 1:48,31 |       |
| 6.      | 4   | Mostafa Smaili           | Maroko            | 1:52,32 |       |